# Jane Sharp
Jane Sharp (Shrewsbury?, c. 1641-1671) era una llevadora anglesa. La seva obra The Midwives Book: or the Whole Art of Midwifery Discovered, publicada el 1671, va ser la primera sobre llevadores escrita per una dona anglesa.

## Biografia
Poc se sap de la vida de Sharp, més enllà de la seva publicació. Es creu que va néixer l'any 1641 a Shrewsbury, ciutat del comtat de Shropshire.
La portada del seu llibre afirma que havia estat una "professional de l'art de la llevadora [sic] durant més de trenta anys". Es creu que va exercir a Londres, tot i que el nom de Sharp no apareix en cap llibre de registre de l'Església d'Anglaterra, ni en signatures de testimonis en cap dels gairebé 500 certificats de llevadora de Londres entre 1661 i 1669 que ens han arribat. Tampoc apareix en cap registre de l'Església Catòlica de l'època. Sharp podria haver estat una puritana, cosa que explicaria la seva alfabetització: les dones puritanes sovint eren més alfabetitzades que les catòliques o anglicanes. La seva habilitat per escriure i viatjar cap a i des de Londres, suggereix que podria haver estat afavorida econòmicament però no és clar si va rebre una educació formal. Tot i que no s'han trobat registres de matrimoni, sembla que Jane Sharp tenia una filla o una nora, perquè la llevadora Anne Parrott de St. Clement Danes de Londres, va llegar una petita suma a "Sarah Sharp, la filla de Jane Sharp".
A causa de la poca informació sobre la seva vida, i sense constància de la seva mort, alguns estudiosos plantegen que Jane Sharp podria ser un pseudònim. Aquest fet era habitual entre les dones treballadores de l'època moderna.

## Professió
No se sap si Sharp va rebre cap educació formal, però afirma haver exercit com a llevadora durant 30 anys. Segurament va ser instruïda com a llevadora però, a diferència dels cirurgians masculins de l'època, les llevadores poques vegades rebien formació mèdica formal. En canvi, aprenien amb la pràctica una de les poques professions disponibles per a les dones d'aquell moment, per bé que sancionada per les parròquies anglicanes i catòliques al llarg dels segles XVI i XVII. Tot i que els homes van començar a entrar en la disciplina, les normes socials angleses de l'època van veure el part com una pràctica femenina i van desanimar els homes d'intervenir-hi. Així, la majoria dels naixements en l'època de Sharp van tenir lloc a casa de la mare, atesos per una llevadora. Jane Sharp, en els seus consells pràctics, instava les dones a adoptar una posició còmoda durant el part, fins i tot en un part dret en una cadira de part.
Més enllà d'això, l'escriptura de Sharp s'estén a qüestions mèdiques. Mentre que les dones dominaven els coneixements d'una llevadora, els homes van rebre educació formal per convertir-se en metges i cirurgians. Va escriure per a dones sobre els seus problemes mèdics, utilitzant els coneixements mèdics acceptats de l'època i la seva pròpia experiència pràctica per omplir els coneixements mèdics dels seus lectors.

## The Midwives Book
La primera edició de The Midwives Book (El llibre de les llevadores), o, The Whole Art of Midwifry Discovered (Tot l'art de la llevadora descobert) va aparèixer el 1671 i posteriorment se'n van fer edicions el 1674, 1724 i 1725. Les dues primeres van ser publicades per Simon Miller i la tercera i quarta, pòstumament, per John Marshall com a The Compleat Midwife's Companion. Publicat com un petit octau, The Midwives Book tenia una llargada de 95.000 paraules i es venia per dos xílings i sis penics (0,125 £).Tot i que la seva llargada i preu suggereixen un públic objectiu de classe superior, el seu text estava dirigit principalment a les llevadores en exercici, a qui començava adreçant-se directament:
| «                                                    | Germanes. Sovint m'he entristit en observar les moltes misèries que pateixen les dones en mans de llevadores poc hàbils; moltes professen l'art (sense cap habilitat en anatomia, que és un coneixement fonamental per a una llevadora) només per lucrar-se. He fet un gran dispendi en traduccions de tots els llibres d'aquesta disciplina, ja fossin francesos, holandesos o italians, que us ofereixo amb la meva pròpia experiència. Demanano humilment l'ajuda de Déu Totpoderós perquè us ajudi en aquesta gran obra, i sóc la vostra amiga afectuosa. | » |
| — Jane Sharp, Jane Sharp, The Midwives Book, prefaci | |   |

### Propòsit i estructura
The Midwives Book, publicat el 1671, instruïa a les dones com concebre un fill, cuidar l'embaràs, preparar-se per al part, tenir un fill i tenir cura d'una dona després del part. Això significava que estava pensat com un manual no només per a llevadores, sinó per a dones i homes per aprendre sobre anatomia i sexualitat. La majoria dels manuals de llevadores de l'època provenien d'homes, alguns dels quals mai no havien presenciat un part; el llibre de Sharp, en canvi, se centrava en les pràctiques. També va utilitzar la seva guia pràctica com a plataforma per a les seves opinions sobre l'educació de les dones, les llevadores i la sexualitat femenina. La publicació va destacar pel seu ús de la llengua vernacla; Sharp hi va evitar "les paraules dures... no són més que la closca" del coneixement. 
El manual es divideix en sis parts:

Il·lustració de Jane Sharp d'una dona a punt de parir.

- I. An Anatomical Description of the Parts of Men and Women (l'anatomia dels òrgans sexuals masculins i femenins i el seu ús en la reproducció).
- II. What is requisite for Procreation: Signes of a Womans being with Child, and whether it be Male or Female, and how the Child is formed in the womb (descrivint la reproducció sexual, assessorant sobre com concebre i assenyalar signes d'embaràs i el procés de gestació).
- III. he causes and hinderance of conception and Barrenness, and of the paines and difficulties of Childbearing with their causes, signes and cures (consells sobre com promoure la fertilitat i tenir cura de les dones embarassades).
- IV. Rules to know when a woman is near her labour, and when she is near conception, and how to order the Child when born (orientació sobre la preparació de les dones per al part, distribució de funcions i responsabilitats per a les llevadores i per a la mare i el pare, i sobre l'examen i la cura d'un nadó).
- V. How to order women in Childbirth, and of several diseases and cures for women in that condition (ensenyar a les llevadores sobre com gestionar el part en diverses condicions i circumstàncies, i com tenir cura de les dones amb possibles malalties durant l'embaràs i el part).
- VI. DOf Diseases incident to women after conception; Rules for the choice of a nurse; her office; with proper cures for all diseases Incident to young Children (abordant aspectes de l'atenció postnatal per a la dona i el seu nadó, inclòs el suport nutricional per al nen, les tècniques de lactància materna i l'atenció a diverses malalties de transmissió sexual, en particular la sífilis).[17]Il·lustració de Jane Sharp del fetus dins de l'úter.

Il·lustració de Jane Sharp del fetus dins de l'úter.

### Fraseologia
L'obra de Sharp es basa en els coneixements mèdics acceptats de l'època, cosa que suggereix que estava al dia de les publicacions científiques i mèdiques. Escrivint en llengua vulgar, va poder transmetre tècniques quirúrgiques i farmacològiques a les dones que es formaven per ser llevadores, amb l'objectiu que no haguessin de dependre dels metges homes quan sorgissin complicacions o emergències en el part.
Sharp també utilitzava tècniques de commonplacing, una pràctica d'escriptura científica familiar de l'època. De la mateixa manera que amb els scrapbooks i els commonplace books, va incloure informació sobre altres fonts de referència i incloïa notes, cites, taules i dibuixos. L'ús del commonplacing va permetre a Sharp integrar els coneixements acadèmics de l'època sobre anatomia, part i salut de la dona, i afegir-hi la seva experiència pràctica. Igualment, li va permetre afirmar o corregir aquests coneixements. Per exemple, va citar l'antiga comprensió científica de la teoria dels humors desenvolupada i emprada per Aristòtil, Hipòcrates i Galè, que suposava que la sang menstrual d'una dona alimentava el fetus. A continuació, va explicar la hipòtesi dominant de l'època, de "Fernelius, Plini, Columells i Columbus", que afirmava que la sang menstrual enverinava un fetus. Les seves pròpies observacions corregien les dues teories: "Però per respondre a tot... Hipòcrates es va equivocar... [per] si el nen no s'alimenta amb aquesta sang, què serà d'aquesta sang quan les dones estan embarassades?": :143–144  En basar-se directament de fonts acadèmiques, Sharp no només situava els seus coneixements en tradicions mèdiques establertes, sinó que legitimava l'experiència que prové de la pràctica de la llevadora com a mitjà per ampliar els coneixements mèdics.
Així, Sharp va desafiar i va millorar els mètodes acadèmics dels metges de carrera (homes) amb correccions basades empíricament a partir de la seva experiència pràctica i va crear una guia accessible per a l'anatomia de la dona que qüestionava l'autoritat del coneixement acadèmic.

### Creences personals
El llibre de Sharp combinava els coneixements mèdics de l'època amb anècdotes personals i defensava que la llevadora s'hauria de reservar a les dones, en un moment en què els llevadors masculins eren cada cop més habituals. Va instar les llevadores a aprendre tècniques quirúrgiques i farmacològiques per no haver de dependre de metges homes quan sorgissin complicacions. Tot i que els coneixements adquirits pels homes a les universitats podien tenir més prestigi, normalment mancaven de l'experiència que tenien les llevadores. L'admissió de Nicholas Culpeper que mai havia assistit a un part real és un bon exemple. Sharp subratllava com la pràctica i l'experiència, en combinació amb els textos mèdics, produeïen el millor coneixement clínic, no només teòric: "No són les paraules les que fan la feina, és com si ningú entengués l'art si no entén el grec. Les paraules són només la closca i sovint ens trenquem les dents amb elles per arribar al nucli."
Amb la seva oposició a la tendència cap als llevadors masculins, Sharp reafirmava la creença que les dones estaven naturalment inclinades cap a l'ofici. Va reconèixer que els homes tenien un millor accés a l'educació i tendien a tenir més coneixements teòrics, però va lamentar la seva manca de comprensió pràctica. Va demanar a les llevadores que trenquessin amb la seva dependència dels metges homes i aprenguessin a fer front a les emergències i les complicacions per elles mateixes. En queixar-se de les mancances en l'educació femenina, va assenyalar que "les dones sovint no poden assolir el coneixement de les coses com molts [homes], que s'han criat a les universitats".

## Altres manuals
The Midwives Book es va basar en fonts contemporànies, com A Directory for Midwives (1651) de Nicholas Culpepper o Practical Physick (1664) de Daniel Sennert, però en fer-ho va corregir la desinformació i va afinar la seva manera de reflectir les seves opinions protofeministes.
El primer manual de llevadores a Anglaterra van ser The Byrth of Mankynd, que era una traducció de 1540 de Der Rosengarten d'Eucharius Rösslin. Des d'aleshores fins a la publicació de The Midwives Book, aquests manuals van ser dominats per autors homes sense experiència pràctica. En comptes de consultar llevadores i mares, aquests manuals es basaven en traduccions del grec antic i altres manuals de llevadores escrits per homes sense experiència. Aquests escriptors van mostrar una grotesca fascinació per la sexualitat femenina, reflectint una comprensió de les dones com a éssers hipersexuals, excessius, febles i inferiors, valuosos únicament en termes d'utilitat per als homes.
La introducció a la publicació de 1999 de The Midwives Book afirmava: "Per tots els paral·lelismes entre The Midwives Book i els seus equivalents masculins, doncs, les diferències de detall donen lloc a un canvi fonamental en la manera de conceptualitzar la sexualitat i el gènere".

## Impacte
The Midwives Book: or the Whole Art of Midwifry Discovered va oferir consells valuosos en un moment en què la llevadora s'enfrontava al canvi. La seva popularitat indica que probablement va esdevenir un article de la llar al segle xviii. Va romandre impresa com a font principal sobre dones, part i sexualitat a l'època moderna.
La novel·la infantil de 1991 de Karen Cushman The Midwife's Apprentice presenta un personatge basat en Jane Sharp. Va guanyar la medalla Newbery el 1996.